# Рачинес (Болцано)
Рачинес (итал. Racines) је насеље у Италији у округу Болцано, региону Трентино-Јужни Тирол.
Према процени из 2011. у насељу је живело 4128 становника. Насеље се налази на надморској висини од 1377 м.

## Становништво
Према резултатима пописа становништва 2011. у општини је живело 4.389 становника.
| 1931. | 1936. | 1951. | 1961. | 1971. | 1981. | 1991. | 2001. | 2011. |
| ----- | ----- | ----- | ----- | ----- | ----- | ----- | ----- | ----- |
| 2.932 | 3.120 | 3.177 | 3.166 | 3.277 | 3.429 | 3.594 | 18    | 4.389 |